# Pfetterhouse
Pfetterhouse [pfɛtəʁuz]  est une commune française située dans la circonscription administrative du Haut-Rhin et, depuis le 1er janvier 2021, dans le territoire de la Collectivité européenne d'Alsace, en région Grand Est.
Cette commune se trouve dans la région historique et culturelle d'Alsace.
Ses habitants sont appelés les Pfetterhousiens.
L'emblème du village est la Schneegans, l'oie des neiges.

## Géographie

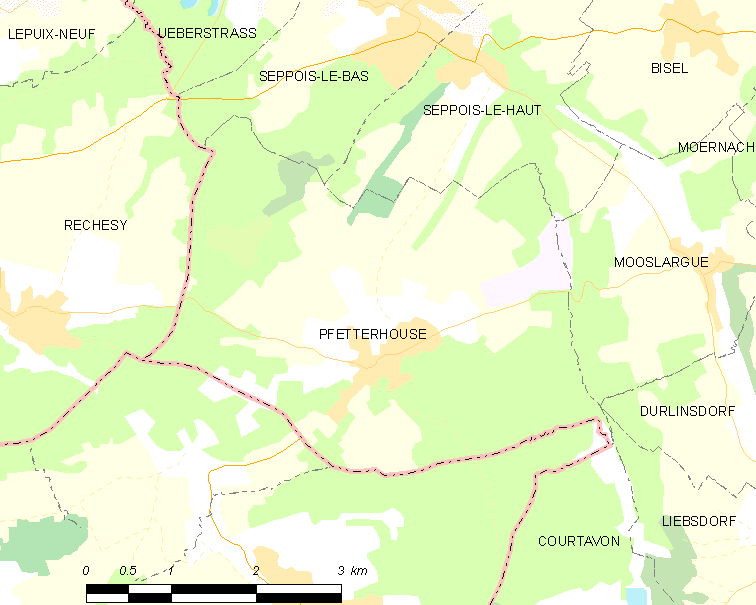
Carte de la commune.

Pfetterhouse se trouve au pied du Jura alsacien, aux limites de la Suisse et du Territoire de Belfort, à la frontière linguistique entre roman et germanique et sur la ligne de partage des eaux entre Rhin et Rhône. Ce village est entouré par les villages de Réchésy (Territoire de Belfort), Seppois-le-Bas, Seppois-le-Haut, Mooslargue et Courtavon (Haut-Rhin) ; par Bonfol et Beurnevésin (Canton du Jura, Suisse).
| Seppois-le-Bas                | Seppois-le-Haut               | Mooslargue          |
| Réchésy Territoire de Belfort | Pfetterhouse                  | Durlinsdorf         |
|                               | Basse-Vendline ( Suisse),Jura | Liebsdorf Courtavon |

### Hydrographie

#### Réseau hydrographique
La commune est traversée par la ligne de partage des eaux entre les bassins versants du Rhin et de la Saône au sein respectivement du bassin Rhin-Meuse et du bassin Rhône-Méditerranée-Corse. Elle est drainée par la Largue, le ruisseau de l'Étang de St Antoine, le ruisseau des Étangs de Gerschwiller et le Dorfbach,,.
La Largue, d'une longueur de 51 km, prend sa source dans la commune de Oberlarg et se jette  dans l'Ill à Illfurth, après avoir traversé 28 communes. 

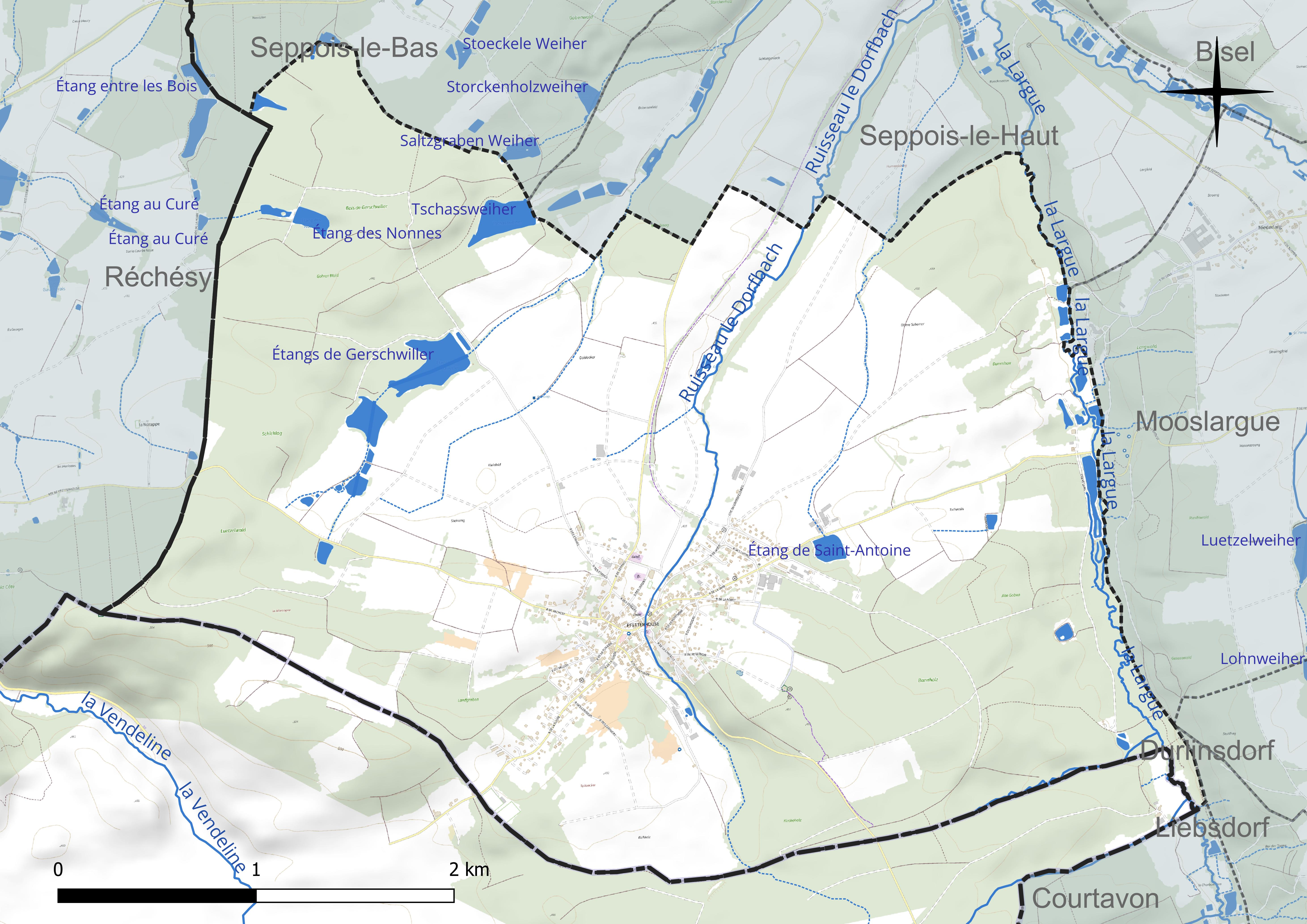
Réseau hydrographique de Pfetterhouse.

Cinq plans d'eau complètent le réseau hydrographique : les étangs de Gerschwiller (9,7 ha), l'étang de Saint-Antoine (1,6 ha), l'étang des Nonnes (1,5 ha), Saltzgraben Weiher, d'une superficie totale de 1,5 ha (0 ha sur la commune) et Tschassweiher (4,2 ha),.

#### Gestion et qualité des eaux
Le territoire communal est couvert par le schéma d'aménagement et de gestion des eaux (SAGE) « Largue ». Ce document de planification concerne le bassin versant de la Largue et une zone située à l'ouest du périmètre (la région de Montreux). Ce territoire s'étend sur 385 km2. Le périmètre a été arrêté le 4 mars 1996 et le SAGE proprement dit a été approuvé le 24 septembre 1999 puis révisé le 17 mai 2016. La structure porteuse de l'élaboration et de la mise en œuvre est le Syndicat mixte pour l'aménagement et la renaturation du bassin versant de la Largue et du secteur de Montreux, qui a évolué en Epage le 1er janvier 2018, sous le nom de Epage Largue. 
La qualité des cours d’eau peut être consultée sur un site dédié géré par les agences de l’eau et l’Agence française pour la biodiversité. 

### Climat
Pour des articles plus généraux, voir Climat du Grand Est et Climat du Haut-Rhin.
En 2010, le climat de la commune est de type climat de montagne, selon une étude du Centre national de la recherche scientifique s'appuyant sur une série de données couvrant la période 1971-2000. En 2020, Météo-France publie une typologie des climats de la France métropolitaine dans laquelle la commune est dans une zone de transition entre le climat semi-continental et le climat de montagne et est dans la région climatique  Vosges, caractérisée par une pluviométrie très élevée (1 500 à 2 000 mm/an) en toutes saisons et un hiver rude (moins de 1 °C). 
Pour la période 1971-2000, la température annuelle moyenne est de 9,2 °C, avec une amplitude thermique annuelle de 17,6 °C. Le cumul annuel moyen de précipitations est de 904 mm, avec 10,8 jours de précipitations en janvier et 10 jours en juillet. Pour la période 1991-2020, la température moyenne annuelle observée sur la station météorologique de Météo-France la plus proche, « Lucelle_sapc », sur la commune de Lucelle à 11 km à vol d'oiseau, est de 9,4 °C et le cumul annuel moyen de précipitations est de 1 091,0 mm. 
La température maximale relevée sur cette station est de 36 °C, atteinte le 20 juillet 2003 ; la température minimale est de −19 °C, atteinte le 20 décembre 2009,,. 
Les paramètres climatiques de la commune ont été estimés pour le milieu du siècle (2041-2070) selon différents scénarios d'émission de gaz à effet de serre à partir des nouvelles projections climatiques de référence DRIAS-2020. Ils sont consultables sur un site dédié publié par Météo-France en novembre 2022.

## Urbanisme

### Typologie
Au 1er janvier 2024, Pfetterhouse est catégorisée bourg rural, selon la nouvelle grille communale de densité à sept niveaux définie par l'Insee en 2022.
Elle est située hors unité urbaine et hors attraction des villes,.

### Occupation des sols
L'occupation des sols de la commune, telle qu'elle ressort de la base de données européenne d’occupation biophysique des sols Corine Land Cover (CLC), est marquée par l'importance des forêts et milieux semi-naturels (49,2 % en 2018), une proportion identique à celle de 1990 (49,2 %). La répartition détaillée en 2018 est la suivante : 
forêts (49,2 %), terres arables (32,2 %), zones agricoles hétérogènes (9 %), zones urbanisées (5,7 %), espaces verts artificialisés, non agricoles (4 %). L'évolution de l’occupation des sols de la commune et de ses infrastructures peut être observée sur les différentes représentations cartographiques du territoire : la carte de Cassini (XVIIIe siècle), la carte d'état-major (1820-1866) et les cartes ou photos aériennes de l'IGN pour la période actuelle (1950 à aujourd'hui).

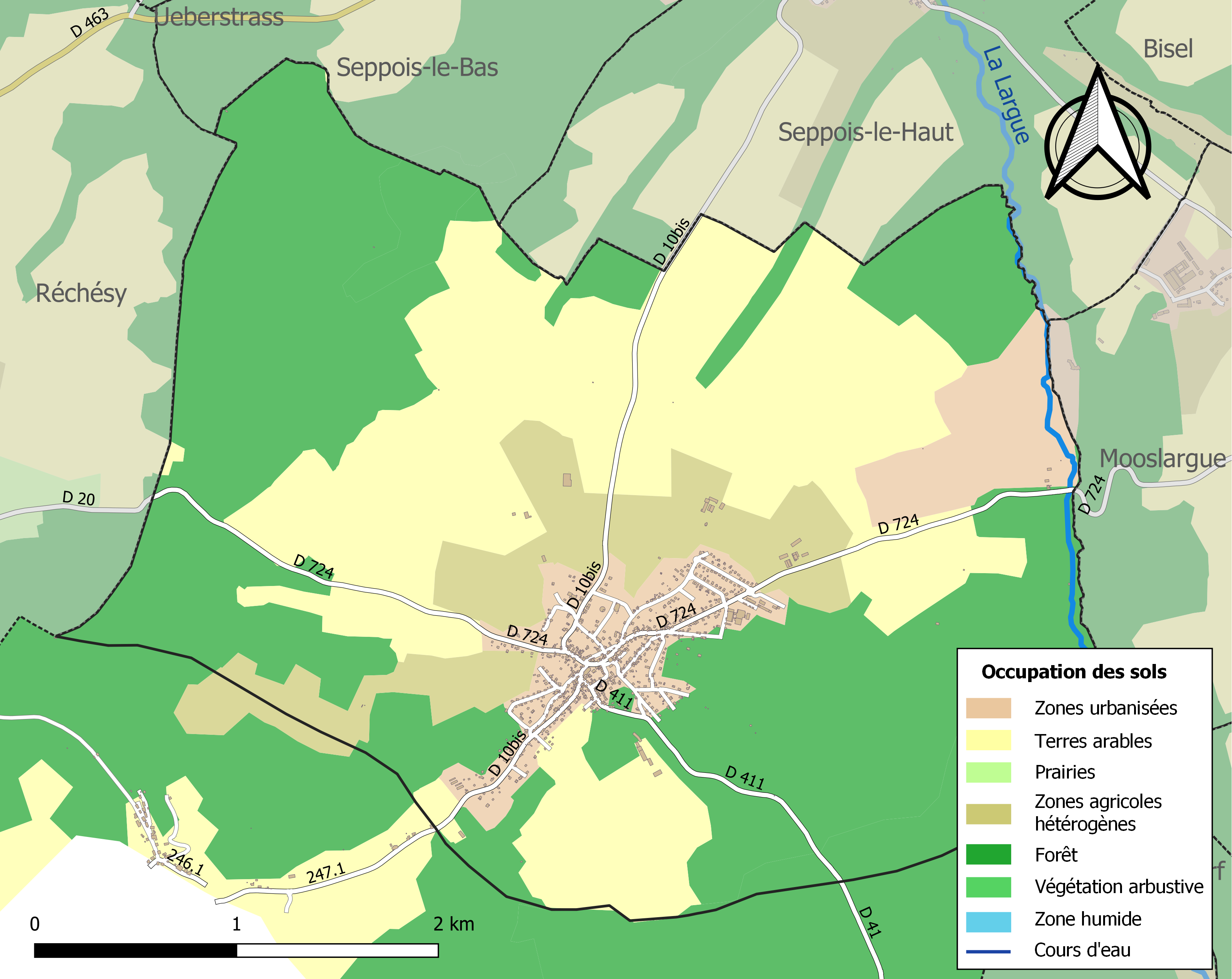
Carte des infrastructures et de l'occupation des sols de la commune en 2018 (CLC).

## Toponymie
Le nom de la localité est attesté sous les formes Petrosa en 731, ; Perosa en 1139 et 1178 ; Pheterhusen en 1296,, Phetterhusen (1296), Paruse (1299), Pheterosa (1305), Perouse (1343), Pfetterhausen-le-Bas et Pfetterhausen-le-Haut (1400), Phetterhusen (1400), Pfetterhusen (1441), Pfetterhusen (1347), Pfetterhausen (1793).
Alsacien : Pfatterhüse ["BfaD°R'hy:sə][pas clair]. Doublet roman : Pérouse.
La mention la plus ancienne se réfère peut-être à une voie pierreuse ou empierrée (Petrosa (via)).
D'après l'archéologue Karl Gutmann, l'origine du nom serait plutôt à rechercher dans l'utilisation des pierres d'une carrière de Pfetterhouse pour construire une station romaine à proximité, mais on peut en effet aussi y déceler l'existence d'une ancienne voie celtique puis romaine entre bassins du Rhin et du Rhône.
Dans un document de 1296, on lit la forme Phetterhusen. Le second élément -husen est sans doute explicable par un phénomène d'analogie entre le suffixe latin -osa et l'appellatif vieux haut allemand hûs « maison ». Quant au premier élément, Phetter-, il reflète l'adaptation en alémanique du radical latin petr-. La graphie ph en vieux haut allemand note pf, le passage de [p] a [pf] est caractéristique de la mutation consonantique haut allemande qui s'est produite entre les IVe et VIIIe siècles environ[pas clair].
De plus, ce radical Phetter- signale une étape linguistique où le [t] primitif du latin n'avait pas encore totalement disparu : petrosa > VIe siècle pedrosa adapté en germanique VIIIe siècle *pfedrus(a), alors que le roman connaissait une évolution vers per(r)osa > Pérouse.
Du XVIIe siècle à 1919, on trouve la forme allemande standardisée Pfetterhausen, mais la forme française Pérouse « pierreuse », issue de Petrosa a subsisté conjointement avant d'être supplantée définitivement par la forme actuelle, sans doute en partie à cause de l'homonymie avec Pérouse (Territoire de Belfort).

## Histoire
Avant la Première Guerre mondiale de 1914-1918, on trouvait une usine d'horlogerie à Pfetterhouse, et qui a attiré de nombreux résidents. Mais celle-ci n'a pas résisté aux débâcles économiques engendrées par les deux guerres mondiales successives.
Le territoire de la commune est le siège de la Borne des Trois Puissances, borne en pierre qui marquait la division France-Allemagne-Suisse jusqu'à 1919. Cette borne a donné au village une certaine renommée internationale. En effet, de nombreuses boutiques de photographes avaient vu le jour près de cette borne, où les visiteurs pouvaient se faire tirer le portrait, et envoyer la photo sous forme de carte postale à leurs proches.
 
Pendant la Première Guerre mondiale, lors de la bataille d'Alsace en août 1914, les troupes Françaises prennent Pfetterhouse qui deviendra le point de départ du kilomètre zéro, la ligne de front de l'Ouest qui s'étirait ensuite sur près de 750 km jusqu'à la Mer du Nord.
Pendant la Première Guerre mondiale, les militaires français avaient occupé le poste frontière et la frontière avec la Suisse était fermée. De nombreuses opérations militaires allemandes avaient eu lieu dans la forêt située de chaque côté de la frontière, pour empêcher les désertions clandestines d'Alsaciens à destination de la Suisse. On y trouve même encore de nombreuses traces de points d'impact d'obus.
La commune a été décorée le 2 novembre 1921 de la croix de guerre 1914-1918.
Une voie ferrée Dannemarie-Porrentruy desservait Pfetterhouse, mais par manque de voyageurs et de produits industriels à transporter, la ligne a progressivement été fermée dans les années 1960. Il subsiste aujourd'hui la partie suisse de la ligne, qui dessert Porrentruy-Bonfol, principalement pour transporter du bois. On peut encore voir aujourd'hui la gare de Pfetterhouse, qui a été réhabilitée en logements, avec sur son fronton la plaque bleue typique de la SNCF, portant le nom du village.

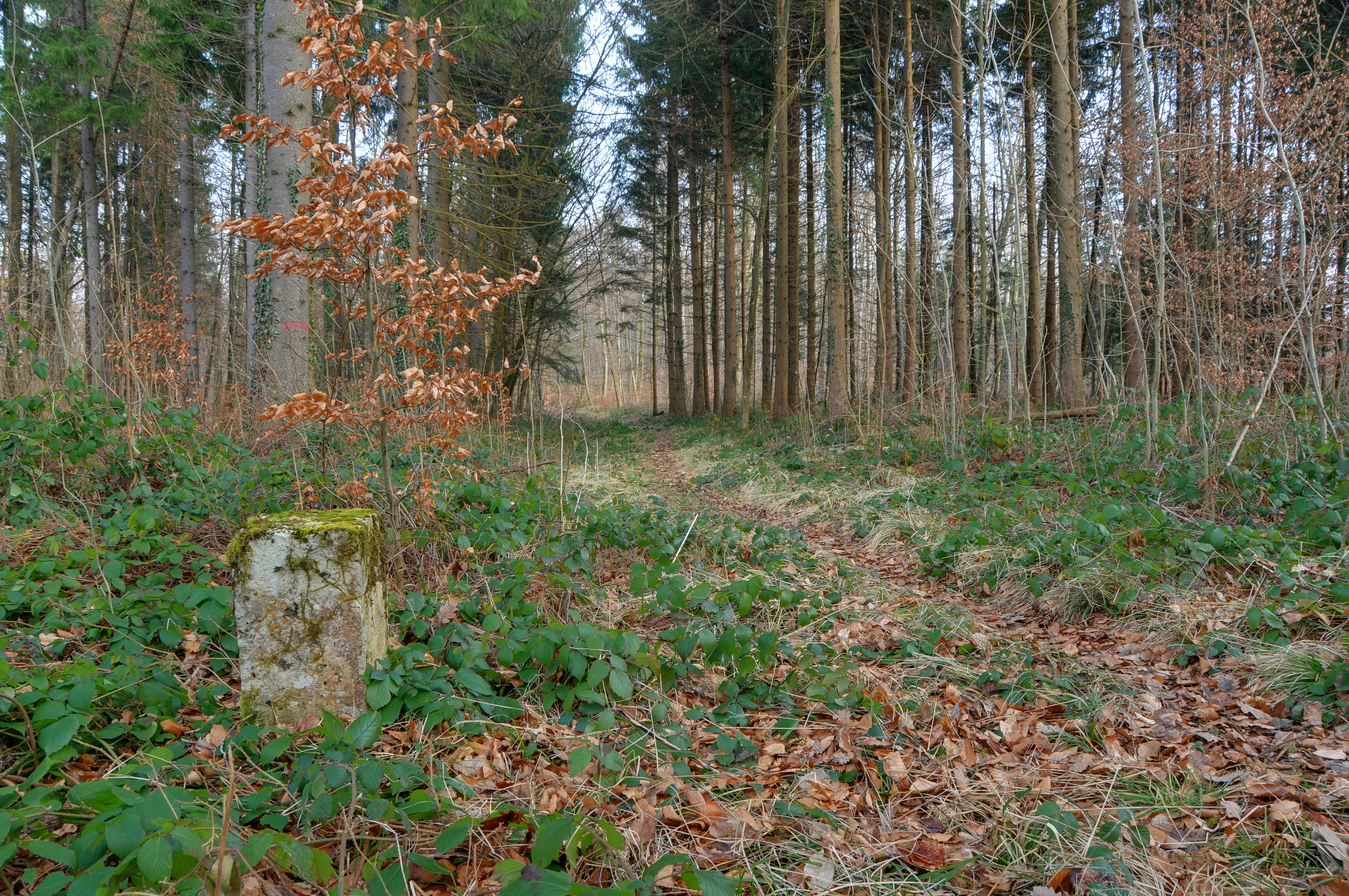
Borne frontière franco-suisse. À gauche la France, à droite la Suisse.
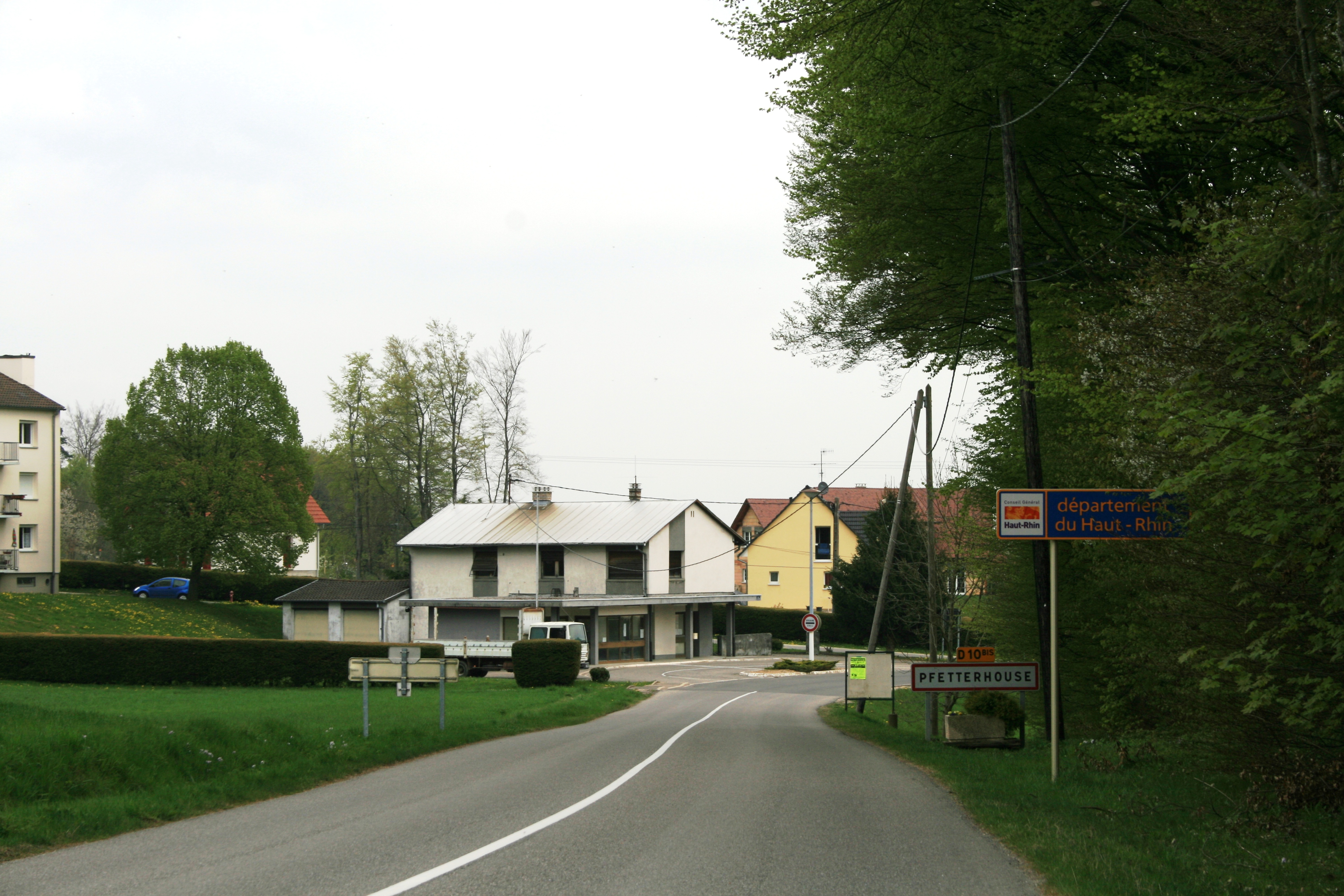
Entrée de la commune.
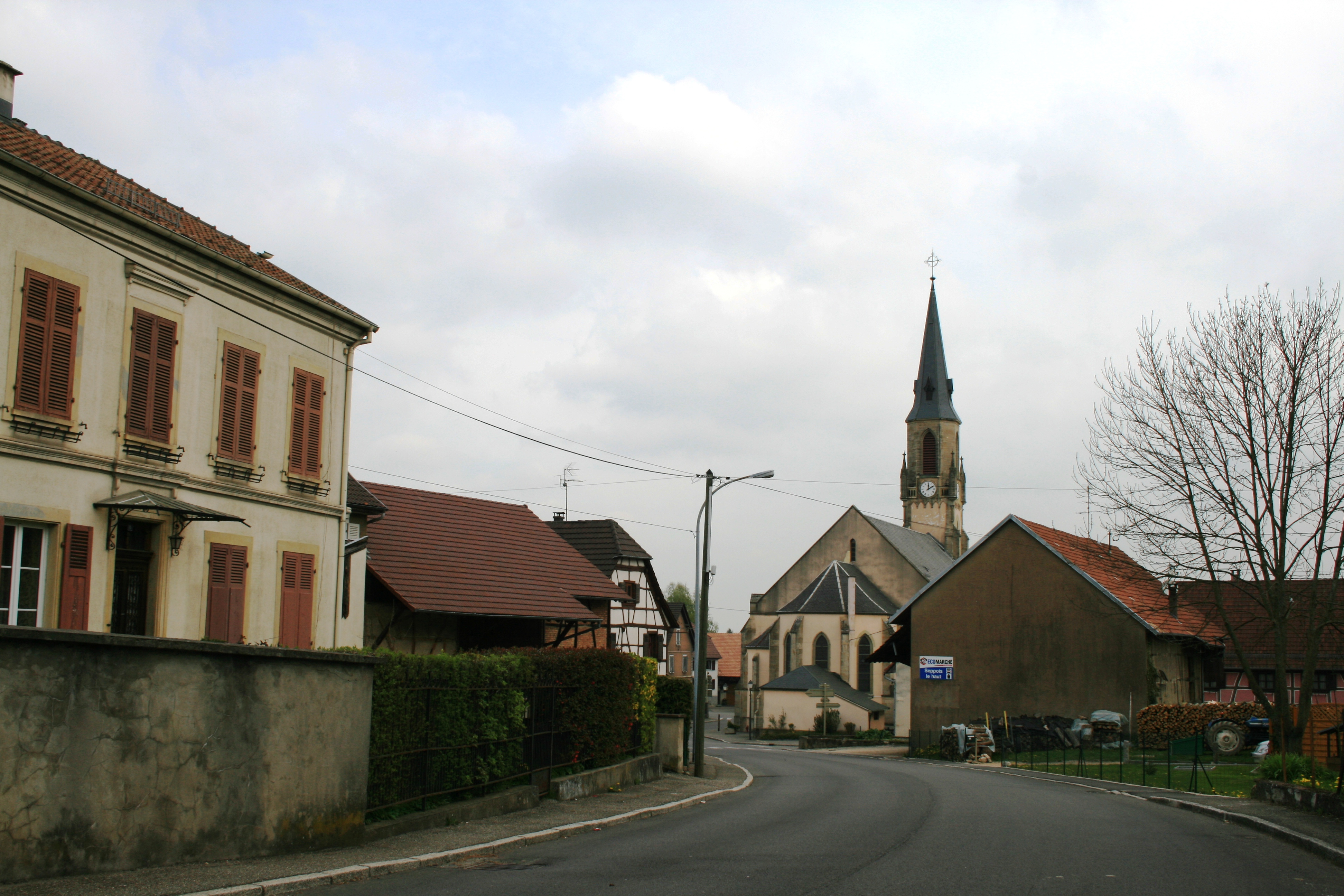
L'église.
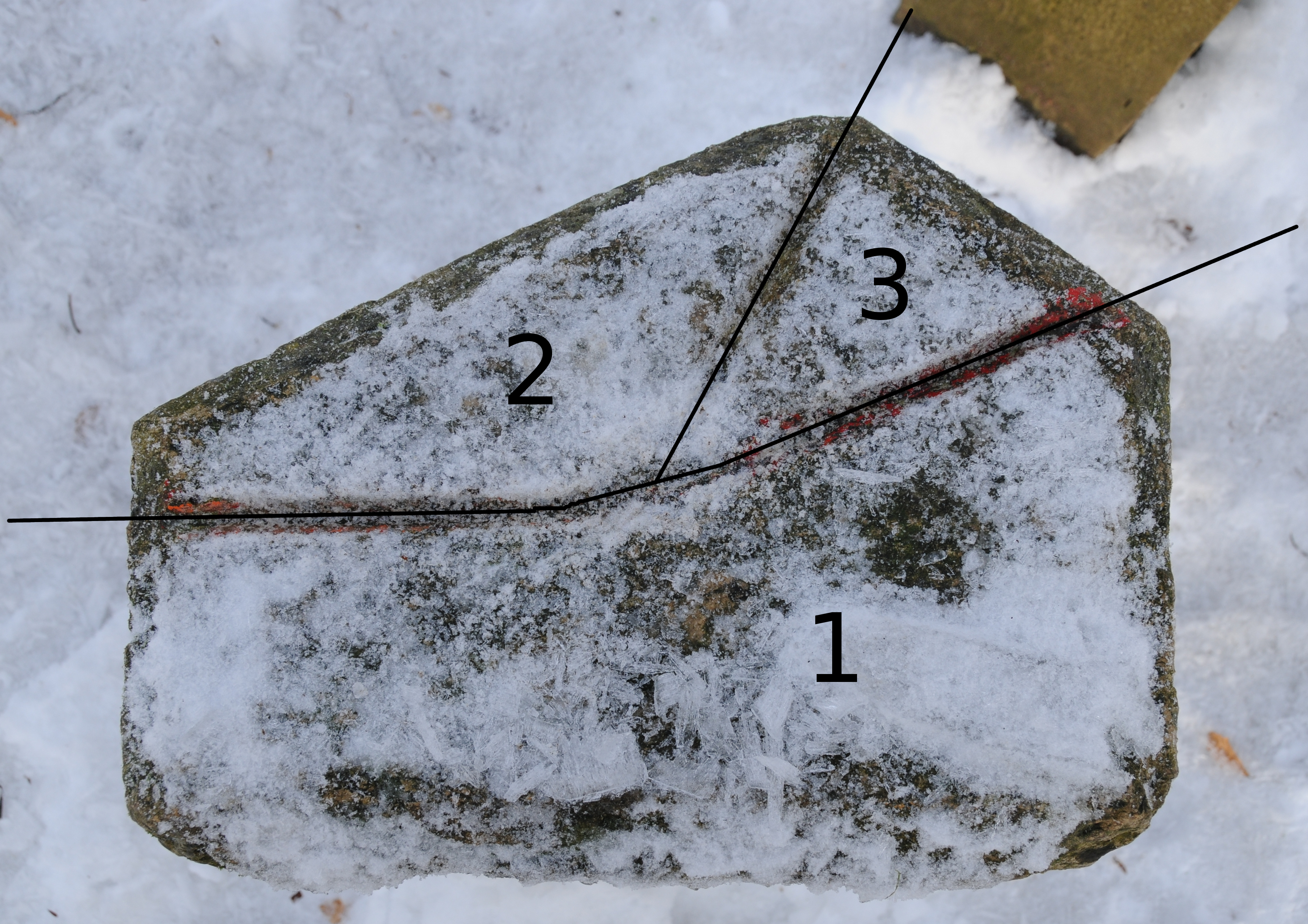
Site de la borne des Trois Puissances. Détail du dessus de la borne des Trois puissances[31].

### Héraldique
| Blason de Pfetterhouse | Les armes de Pfetterhouse se blasonnent ainsi : « D'argent à l'oie becquée et membrée de gueules. » |

## Politique et administration

### Budget et fiscalité 2015

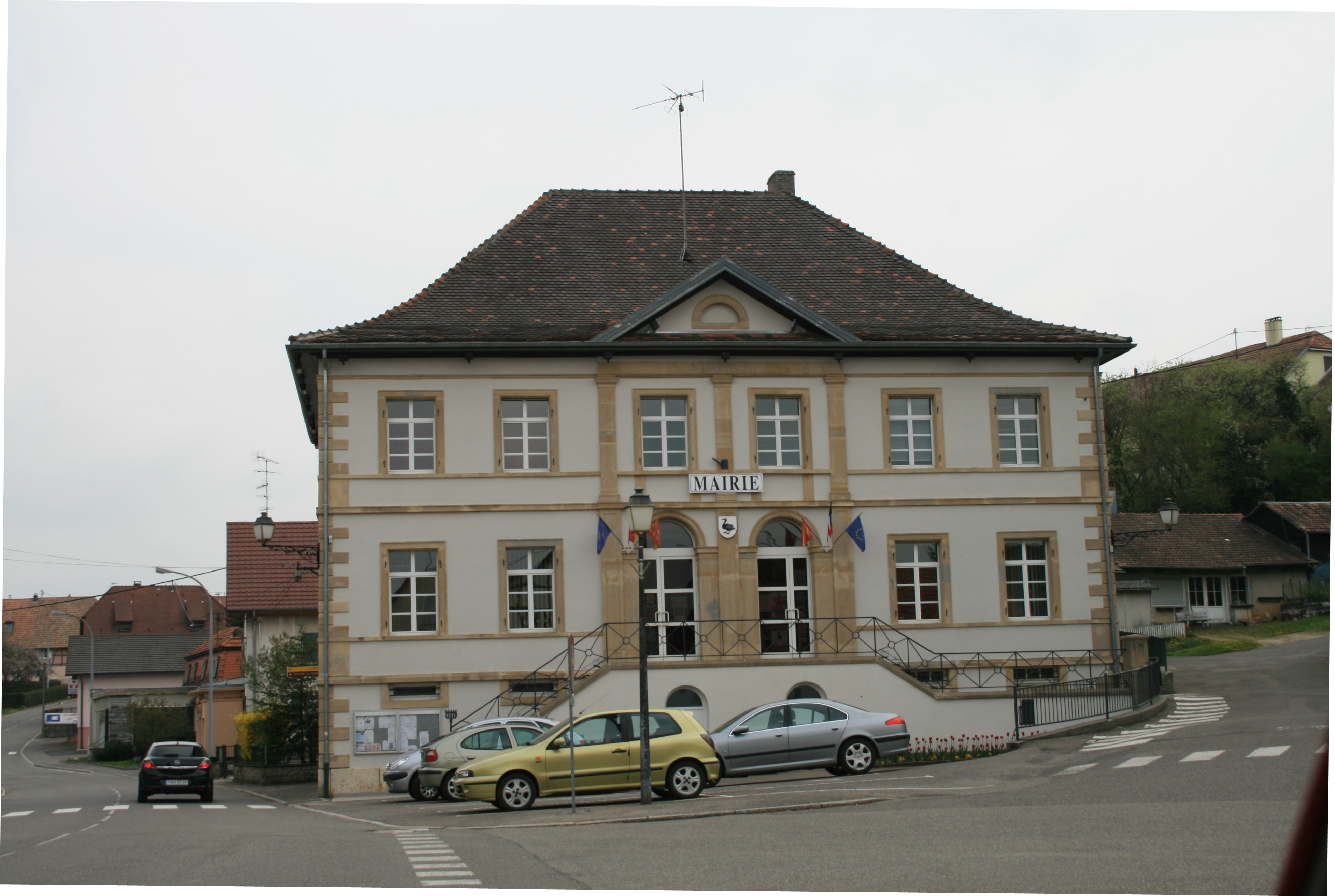
La mairie.

En 2015, le budget de la commune était constitué ainsi :
- total des produits de fonctionnement : 977 000 €, soit 936 € par habitant ;
- total des charges de fonctionnement : 633 000 €, soit 606 € par habitant ;
- total des ressources d'investissement : 480 000 €, soit 460 € par habitant ;
- total des emplois d'investissement : 560 000 €, soit 536 € par habitant ;
- endettement : 801 000 €, soit 767 € par habitant.

Avec les taux de fiscalité suivants :
- taxe d'habitation : 13,18 % ;
- taxe foncière sur les propriétés bâties : 7,59 % ;
- taxe foncière sur les propriétés non bâties : 60,08 % ;
- taxe additionnelle à la taxe foncière sur les propriétés non bâties : 50,60 % ;
- cotisation foncière des entreprises : 18,29 %.

## Démographie
L'évolution du nombre d'habitants est connue à travers les recensements de la population effectués dans la commune depuis 1793. Pour les communes de moins de 10 000 habitants, une enquête de recensement portant sur toute la population est réalisée tous les cinq ans, les populations de référence des années intermédiaires étant quant à elles estimées par interpolation ou extrapolation. Pour la commune, le premier recensement exhaustif entrant dans le cadre du nouveau dispositif a été réalisé en 2008.

En 2022, la commune comptait 967 habitants, en évolution de −3,3 % par rapport à 2016 (Haut-Rhin : +0,66 %, France hors Mayotte : +2,11 %).
| 1793 | 1800 | 1806 | 1821 | 1831 | 1836 | 1841 | 1846 | 1851 |
| ---- | ---- | ---- | ---- | ---- | ---- | ---- | ---- | ---- |
| 660  | 652  | 629  | 636  | 905  | 952  | 924  | 940  | 956  |

| 1856 | 1861 | 1866 | 1871 | 1875 | 1880 | 1885 | 1890 | 1895 |
| ---- | ---- | ---- | ---- | ---- | ---- | ---- | ---- | ---- |
| 785  | 801  | 842  | 817  | 765  | 755  | 752  | 739  | 852  |

| 1900 | 1905  | 1910  | 1921 | 1926 | 1931 | 1936 | 1946 | 1954 |
| ---- | ----- | ----- | ---- | ---- | ---- | ---- | ---- | ---- |
| 917  | 1 013 | 1 210 | 954  | 929  | 913  | 897  | 860  | 814  |

| 1962 | 1968 | 1975 | 1982 | 1990 | 1999 | 2006  | 2008  | 2013  |
| ---- | ---- | ---- | ---- | ---- | ---- | ----- | ----- | ----- |
| 829  | 809  | 906  | 924  | 971  | 972  | 1 027 | 1 043 | 1 016 |

| 2018 | 2022 | - | - | - | - | - | - | - |
| ---- | ---- | - | - | - | - | - | - | - |
| 961  | 967  | - | - | - | - | - | - | - |

## Lieux et monuments

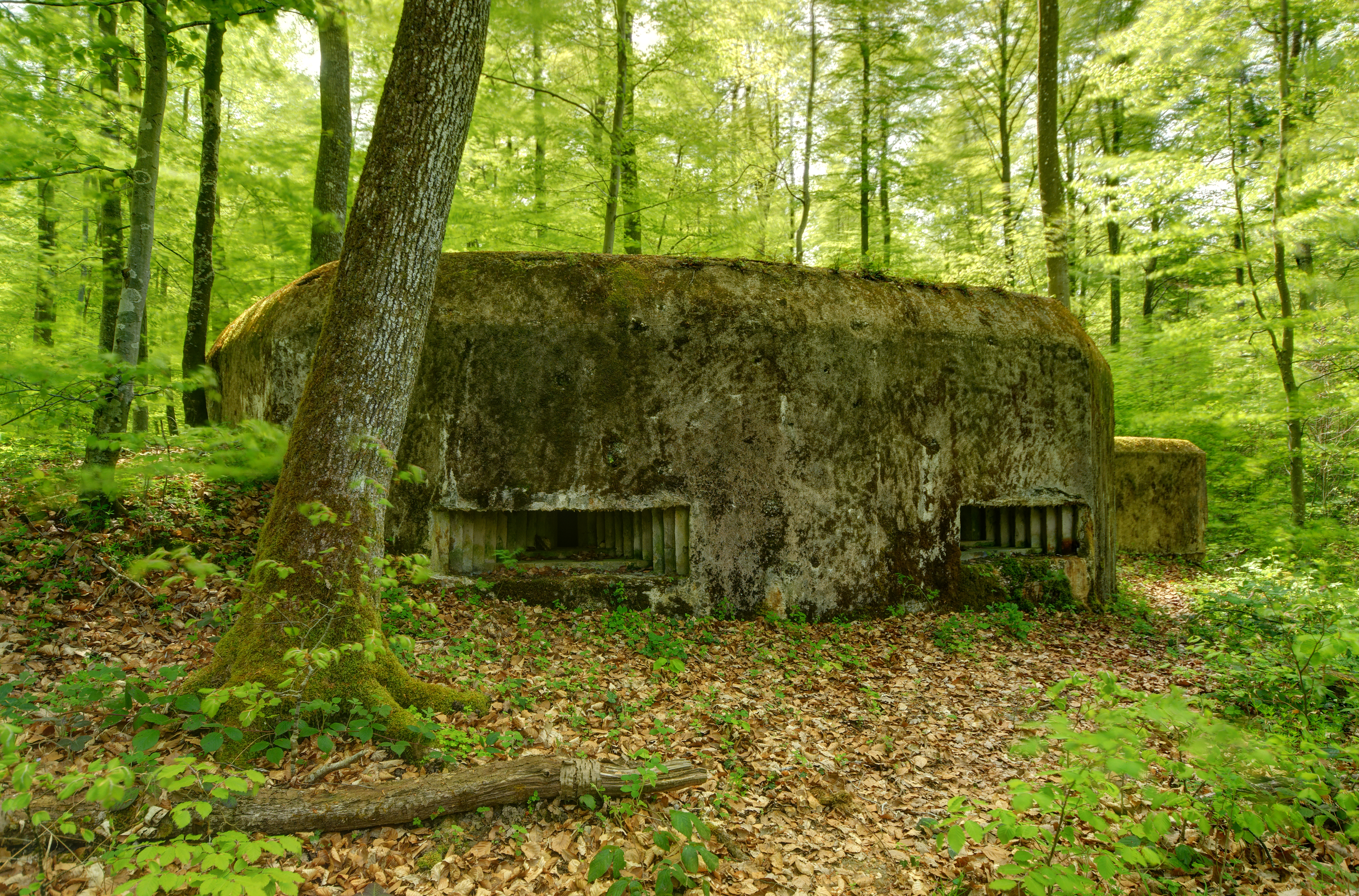
La « Villa Agathe ».

- Église paroissiale Saint-Géréon[39] et son orgue[40].

Une plaquette a été éditée en octobre 2018 pour les 130 ans de l'église Saint-Géréon reprenant l'historique et la visite de l'église, de sa nef, de son chœur.
Cette église est la seule en Alsace à avoir saint Géréon comme patron principal et saint Antoine l'ermite comme patron secondaire.
- Presbytère[41]
- Chapelle Saint-Nicolas, ferme[42].
- Monuments commémoratifs[43].
- Le circuit du Kilomètre zéro[44] avec :

La villa Agathe, située sur la commune de Pfetterhouse, 1er blockhaus français en béton de la Première Guerre mondiale, à voir en forêt. Le seul vestige français, les autres étant en bois et terre.
- Borne frontière franco-suisse[45].
- Borne des Trois Puissances.
- Nouvelle piste cyclable qui suit le tracé de l'ancienne ligne de chemin de fer Dannemarie/Bonfol : de gros travaux ont été réalisés, le tronçon Pfetterhouse/Seppois-le-Haut relie la salle polyvalente de Pfetterhouse à l'enclos à cigognes de Seppois-le-Haut. Le pont de chemin de fer en grès rose de Pfetterhouse a été reconstruit pour faire passer la piste cyclable et le pont en béton de Seppois-le-Haut a été doté d'une passerelle en aluminium pour permettre le passage des vélos et des piétons. Il est agréable de remarquer que la rivière Largue est traversée par un pont en grès rose des Vosges qui a trois arcs admirables.